# جورج كوردينغ
جورج كوردينغ (بالإنجليزية: George Cording)‏ (1878 في المملكة المتحدة - 2 فبراير 1946 في المملكة المتحدة) هو لاعب كريكت بريطاني. لعب مع نادي مقاطعة غلاموركن للكريكت ‏.

## وصلات خارجية
- جورج كوردينغ على موقع إي آس بي آن كريك إنفو (الإنجليزية)